# Maximilian Ortner
Maximilian Ortner (* 4. Juni 2002) ist ein österreichischer Skispringer.

## Werdegang
Ortner springt seit Dezember 2016 im Alpencup und nahm auch mehrfach an den Nordischen Skispielen der OPA teil, wo er 2019 zwei Medaillen gewann. Am 7. Oktober 2019 gab Ortner sein Debüt im FIS Cup und wurde auf Anhieb Siebenter. In der Saison 2020/21 gelangen ihm drei Tageserfolge und letztlich auch der Gesamtsieg. Parallel dazu bestritt der Österreicher seine ersten Wettkämpfe im Continental Cup.
Ortner gehört seit der Saison 2017/18 zum Nachwuchskader des Weltcup-Teams. Am 6. Jänner 2023 gab er in Bischofshofen sein Weltcupdebüt und erreichte dabei als 28. die Punkteränge.
Zu Beginn der Saison 2024/25 konnte Ortner am 23. November 2024 auf dem Lysgårdsbakken in Lillehammer mit dem dritten Platz seine erste Podiumsplatzierung im Weltcup erreichen.
Am 18. Jänner 2025 feierte er mit der österreichischen Mannschaft im Teamwettbewerb auf der Wielka Krokiew in Zakopane seinen ersten Weltcupsieg.
Bei den Nordischen Skiweltmeisterschaften 2025 gewann Ortner mit der Mannschaft die Silbermedaille auf der Großschanze.

## Weiteres
Ortner trat 2019 dem ÖSV bei. Er ist ausgebildeter Elektrotechniker und lebt in Feldkirchen in Kärnten.

## Erfolge

### Weltcupsiege im Team
| Nr. | Datum           | Ort      | Typ         |
| --- | --------------- | -------- | ----------- |
| 1.  | 18. Jänner 2025 | Zakopane | Großschanze |

### Continental-Cup-Siege im Einzel
| Nr. | Datum            | Ort         | Typ         |
| --- | ---------------- | ----------- | ----------- |
| 1.  | 4. Februar 2024  | Lillehammer | Großschanze |
| 2.  | 18. Februar 2024 | Brotterode  | Großschanze |

## Statistik

### Weltcup-Platzierungen
| Saison  | Platz | Punkte |
| ------- | ----- | ------ |
| 2022/23 | 081.  | 003    |
| 2024/25 | 011.  | 726    |

### Grand-Prix-Platzierungen
| Saison | Platz | Punkte |
| ------ | ----- | ------ |
| 2023   | 068.  | 014    |

### Vierschanzentournee-Platzierungen
| Saison  | Platz | Punkte |
| ------- | ----- | ------ |
| 2022/23 | 52.   | 0248,0 |
| 2024/25 | 09.   | 1107,3 |

### Continental-Cup-Platzierungen
| Saison  | Platz | Punkte |
| ------- | ----- | ------ |
| 2020/21 | 062.  | 038    |
| 2021/22 | 046.  | 038    |
| 2022/23 | 033.  | 265    |
| 2023/24 | 011.  | 251    |